# Atoniomyia setigera
Atoniomyia setigera là một loài ruồi trong họ Asilidae. Atoniomyia setigera được Hermann miêu tả năm 1912. Loài này phân bố ở vùng Tân nhiệt đới.